# Палисейдс Тахо
Палисейдс Тахо (на английски: Palisades Tahoe Ski Resort) е американски зимен курорт, разположен в Тахо Сити, щата Калифорния.
В курорта са проведени зимните олимпийски игри през 1960 г. Той е вторият по големина в района на езерото Тахо и привлича над 600 000 скиори на година.
Разполага със 177 писти и 32 лифта, като например 6-седалков кабинков лифт (побиращ от порядъка на 50 скиори наведнъж) и друг кабинков лифт „Фънител“, който е единственият такъв лифт в света извън Европа, побиращ 28 скиори наведнъж.